# Кастеллана-Гротте
Кастеллана-Гротте (итал. Castellana Grotte) — коммуна в Италии, располагается в регионе Апулия, в провинции Бари.
Население составляет 19 147 человек (2008 г.), плотность населения составляет 272 чел./км². Занимает площадь 68 км². Почтовый индекс — 70013. Телефонный код — 080.
Покровителями коммуны почитаются Пресвятая Богородица (Maria S.S. della Vetrana), празднование в последнее воскресение апреля, и святой Лев Великий.

## Демография
Динамика населения:

## Администрация коммуны
- Официальный сайт: http://www.comune.castellanagrotte.ba.it/ Архивная копия от 1 ноября 2010 на Wayback Machine